# Tomáš Kaplan
Tomáš Kaplan (* 3. dubna 1978, Jihlava) je bývalý český fotbalista, útočník. Spolu s Markem Kinclem jsou jediní, kteří dokázali dát gól od IV. třídy po první ligu (10 soutěží).

## Fotbalová kariéra
Hrál za FC Vysočina Jihlava, 1. FK Příbram a Tatran Prešov. V české první lize nastoupil ve 36 utkáních a dal 3 góly. Nejlepší střelec druhé ligy v sezóně 2003–2004. Kariéru ukončil v divizním TJ Slavoj TKZ Polná. O čtyři roky později se k fotbalu vrátil a nyní nastupuje za TJ Mír Nadějov.

## Ligová bilance
| Ročník                    | Zápasy | Góly | Klub                |
| ------------------------- | ------ | ---- | ------------------- |
| 1. Gambrinus liga 2005/06 | 28     | 2    | FC Vysočina Jihlava |
| 1. Gambrinus liga 2006/07 | 8      | 1    | FC Marila Příbram   |
| Corgoň liga 2008/09       | 6      | 1    | Tatran Prešov       |
| CELKEM                    | 42     | 4    |                     |